# 德米特里·维克托罗维奇·库兹涅佐夫
德米特里·维克托罗维奇·库兹涅佐夫（羅馬化：Dmitriy Viktorovich Kuznetsov；1965年8月28日—）是一名足球协会教练和前球员。
在他的俱乐部生涯中，他曾效力于莫斯科中央陆军队、西班牙人队、莱里达队、阿拉维斯队和奥萨苏纳队。1990年至1994年间，他为苏联、独联体和俄罗斯国家队出场28次并打进2球，并参加了1992年欧洲足球锦标赛和1994年世界杯。2009年，他随俄罗斯队夺得2009年传奇杯冠军。
1991-92 年，他为莫斯科中央陆军队参加了2场欧洲优胜者杯比赛。

## 荣誉
- 苏联顶级足球联赛冠军：1991年
- 苏联顶级足球联赛亚军：1990年
- 苏联杯冠军：1991年
- 俄罗斯足球超级联赛亚军：1998年